# Juliane Rasmussen
Juliane Elander Rasmussen (Odder, 17 de febrero de 1979) es una deportista danesa que compitió en remo.
Ganó cinco medallas en el Campeonato Mundial de Remo entre los años 2005 y 2018.
Participó en cuatro Juegos Olímpicos de Verano, entre los años 2004 y 2016, ocupando el séptimo lugar en Pekín 2008 y el cuarto en Londres 2012, en la prueba de doble scull ligero.

## Palmarés internacional
| Campeonato Mundial | Campeonato Mundial | Campeonato Mundial | Campeonato Mundial      |
| Año                | Lugar              | Medalla            | Prueba                  |
| ------------------ | ------------------ | ------------------ | ----------------------- |
| 2005               | Kaizu (Japón)      | Medalla de plata   | Cuatro scull ligero     |
| 2006               | Eton (Reino Unido) | Medalla de plata   | Cuatro scull ligero     |
| 2007               | Múnich (Alemania)  | Medalla de bronce  | Doble scull ligero      |
| 2009               | Poznań (Polonia)   | Medalla de bronce  | Scull individual ligero |
| 2018               | Plovdiv (Bulgaria) | Medalla de plata   | Cuatro scull ligero     |